# Fung Ka-hoo
Pour les articles homonymes, voir Fung.
Dans ce nom, le nom de famille, Fung, précède le nom personnel.
Fung Ka-hoo, né le 13 août 1997, est un coureur cycliste hongkongais.

## Palmarès sur route

### Par années
- 2013
  -  Champion de Hong Kong sur route cadets
  -  Champion de Hong Kong du contre-la-montre cadets
- 2014
  - 2e du championnat de Hong Kong du contre-la-montre juniors
- 2015
  -  Champion d'Asie du contre-la-montre juniors
  -  Champion de Hong Kong du contre-la-montre juniors
  - Tour d'Okinawa juniors
- 2016
  -  Champion de Hong Kong du contre-la-montre espoirs
  -  Médaillé d'argent du championnat d'Asie du contre-la-montre espoirs
  - 2e du championnat de Hong Kong du contre-la-montre
- 2017
  -  Champion de Hong Kong du contre-la-montre espoirs
  - 2e du Tour de Fuzhou
- 2018
  -  Médaillé d'argent du championnat d'Asie du contre-la-montre espoirs
  - 2e du Tour de Quanzhou Bay
  -  Médaillé de bronze du championnat d'Asie du contre-la-montre par équipes
- 2019
  -  Champion de Hong Kong du contre-la-montre
  - 2e du championnat de Hong Kong sur route
- 2020
  - 3e du Cambodia Bay Cycling Tour

### Classements mondiaux
| Année                                 | 2016  | 2017  | 2018 | 2019 | 2020 |
| ------------------------------------- | ----- | ----- | ---- | ---- | ---- |
| Classement mondial                    | 1107e | 2088e | 588e | 418e | 706e |
| UCI Asia Tour                         | 169e  | 365e  | 44e  | 11e  | 29e  |
|                                       |       |       |      |      |      |
| Légende : nc = non classéSource : UCI |       |       |      |      |      |

## Palmarès sur piste
- 2018
  -  Champion de Hong Kong du scratch